# Orchis
Orchis L., 1753 è un genere di piante appartenente alla famiglia delle Orchidacee.
Il nome del genere deriva dal greco ὄρχις = testicolo, per via dei rizotuberi appaiati e di forma arrotondata che si presentano in alcune specie.

## Descrizione

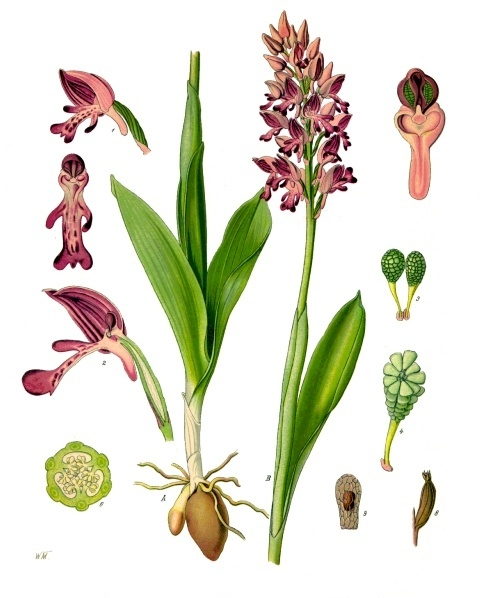
Tavola botanica di
Orchis militaris, specie tipo.

L'apparato radicale è costituito da 2 o 3 rizotuberi di forma tondeggiante o, raramente, appena bilobata.

Il fusto è eretto; presenta da 2 a 9 foglie basali, a volte maculate, riunite a rosetta, e 1 o 2 foglie cauline che inguainano il fusto e rivestono l'infiorescenza prima della fioritura.
 
Il fiore si sviluppa in spighe con sepali tutti uguali, petali piccoli e labello intero o a tre lobi (trilobato); è quasi sempre dotato di sperone, con la sola eccezione della Orchis anthropophora. Il loro colore va dal lilla al viola, più raramente dal bianco al giallo.
I fiori della maggior parte delle specie di Orchis non producono nettare (con alcune eccezioni, come p.es. Orchis coriophora), ma attraggono le api e i bombi grazie all'aspetto dei fiori, simile a quello di altre specie nettarifere.

## Biologia
Quasi tutte le specie di Orchis sono impollinate da imenotteri della famiglia Apidae. Solo questi insetti sono in grado di perforare con la ligula lo sperone, avendo così accesso al nettare (nelle specie in cui esso è presente). Durante tale operazione le masse polliniche si attaccano alla testa dell'insetto e vengono trasportate al fiore successivo.

## Distribuzione e habitat
Le specie appartenenti a questo genere sono orchidee terricole diffuse in Europa, nel Nord Africa e in Nord America.
Tutte quante le specie di questo genere sono rustiche, in special modo in Italia, dove altre invece non riescono ad acclimatarsi perché richiedono una temperatura estiva più fredda.

## Tassonomia

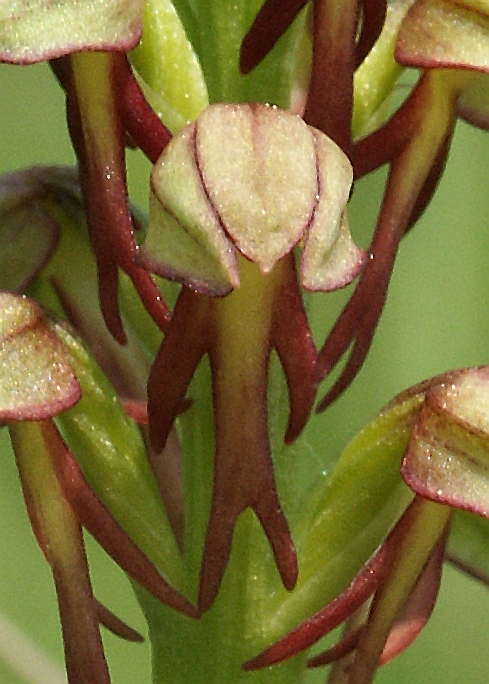
Orchis anthropophora

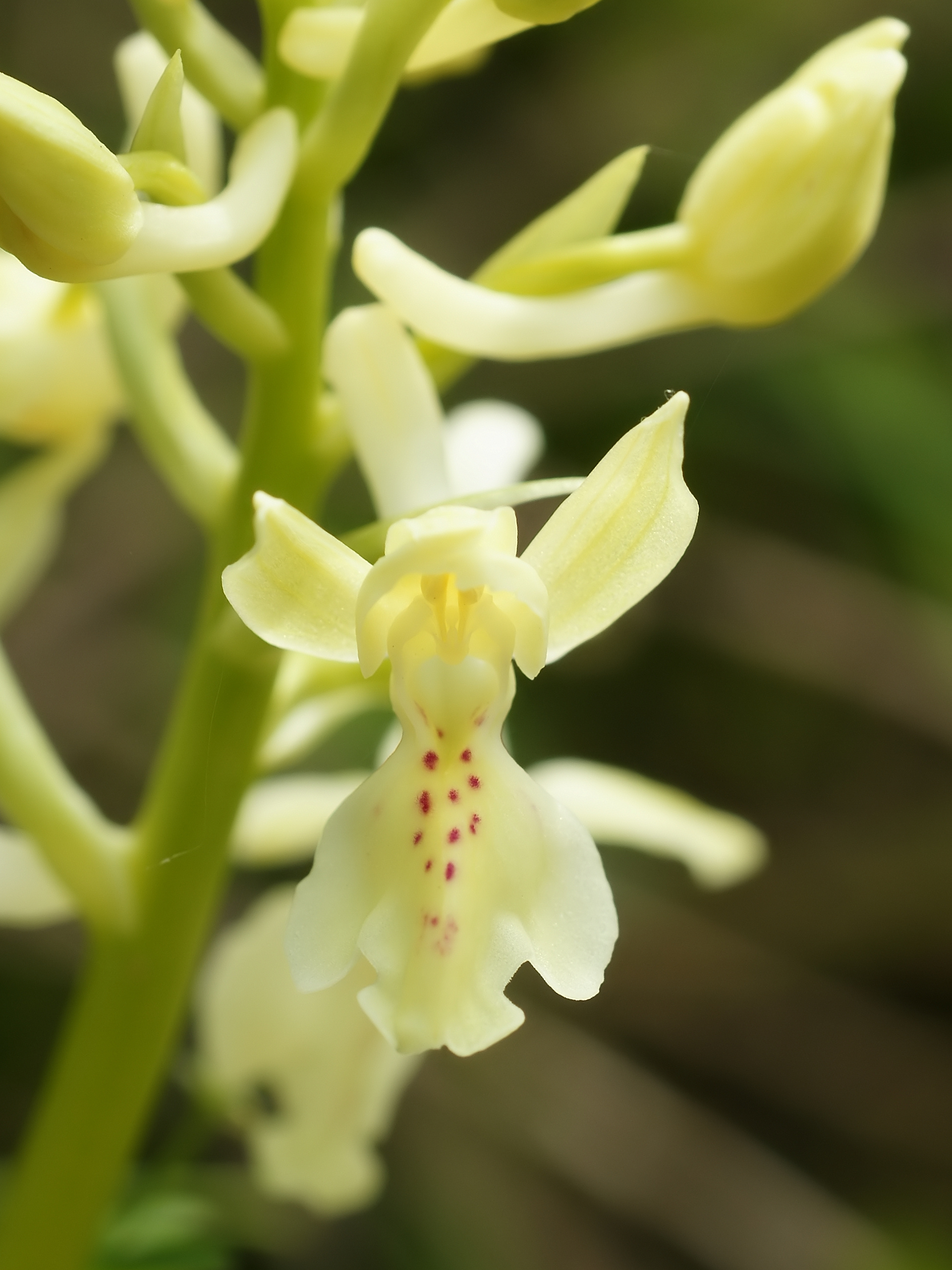
Orchis provincialis

Il genere comprende le seguenti specie:
- Orchis adenocheila Czerniak., 1924
- Orchis anatolica Boiss., 1844
- Orchis anthropophora (L.) All., 1785 - ballerina
- Orchis brancifortii Biv., 1813 - orchide di Branciforti
- Orchis canariensis Lindl.
- Orchis deuterodelamainii J.M.H. Shaw
- Orchis galilaea (Bornm. & M.Schulze) Schltr., 1923
- Orchis italica Poir. in Lam., 1799 - orchide italiana
- Orchis laeta Steinh., 1838
- Orchis mascula L., 1755 - orchide maschia
- Orchis militaris L., 1753 - orchide militare
- Orchis olbiensis Reut. ex Gren., 1859
- Orchis pallens L., 1771 - orchide pallida
- Orchis patens Desf., 1799 - orchide patente
- Orchis pauciflora Ten., 1811 - orchide pauciflora
- Orchis provincialis Balbis ex Lam. & DC., 1806 - orchide gialla
- Orchis punctulata Steven ex Lindl., 1835
- Orchis purpurea Hudson, 1762 - orchide maggiore
- Orchis quadripunctata Cyr. ex Ten., 1811 - orchide a quattro punti
- Orchis simia Lam., 1779, orchide omiciattolo
- Orchis sitiaca (Renz) P. Delforge, 1990
- Orchis spitzelii Sauter ex Koch, 1837 - orchide di Spitzel
- Orchis troodi (Renz) P.Delforge, 1990

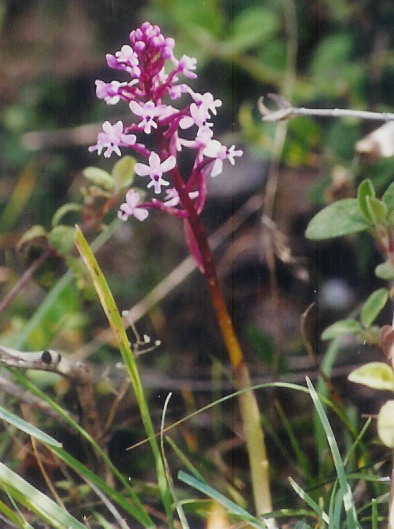
Orchis brancifortii
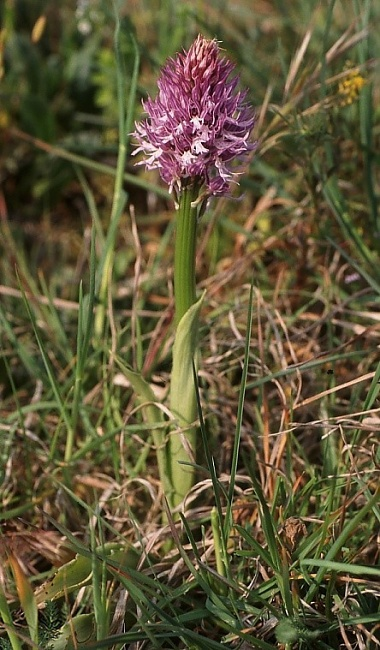
Orchis italica
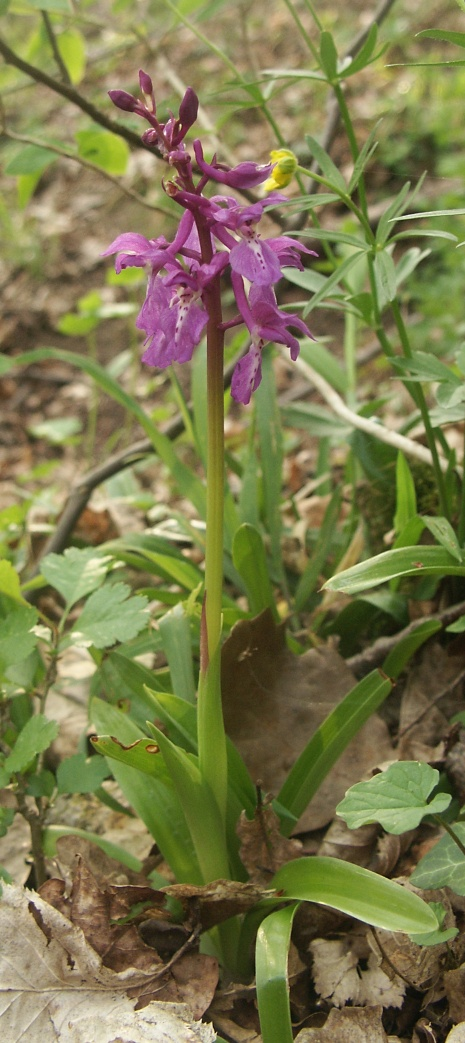
Orchis mascula
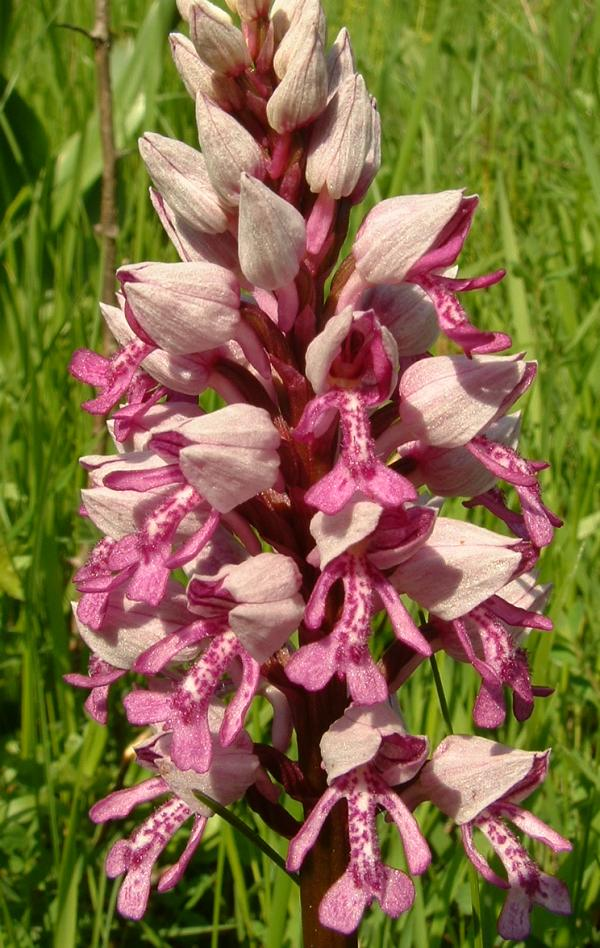
Orchis militaris
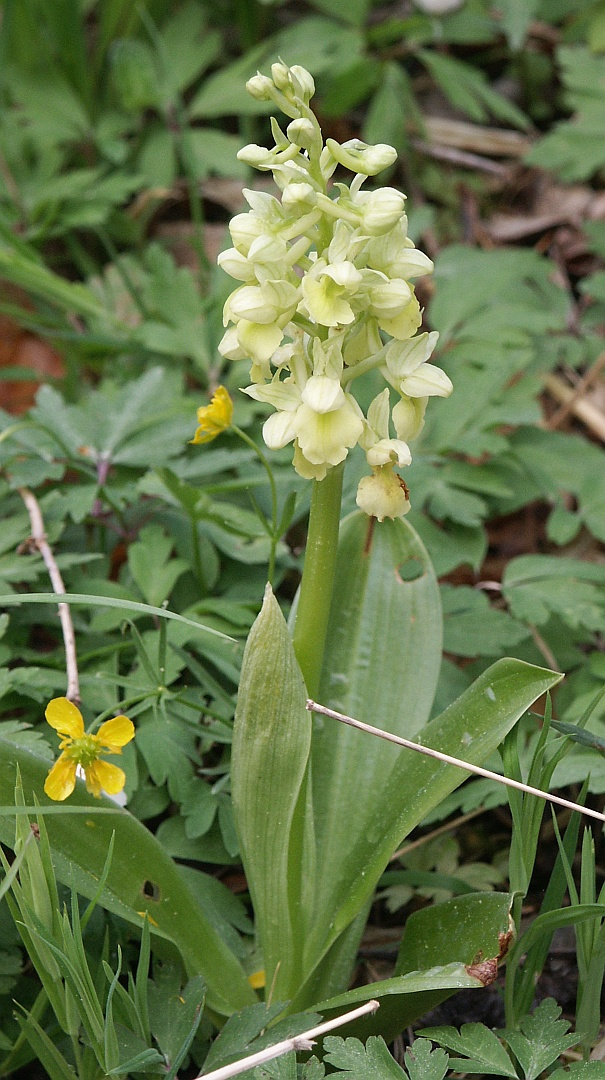
Orchis pallens
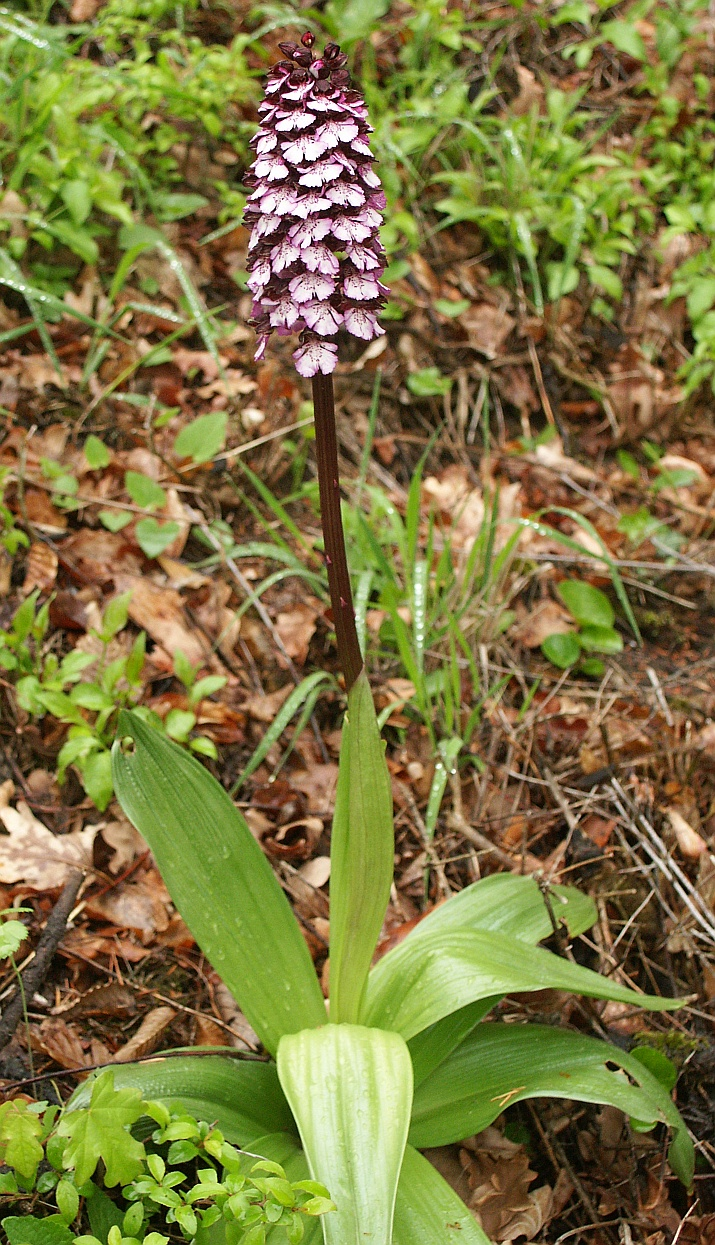
Orchis purpurea
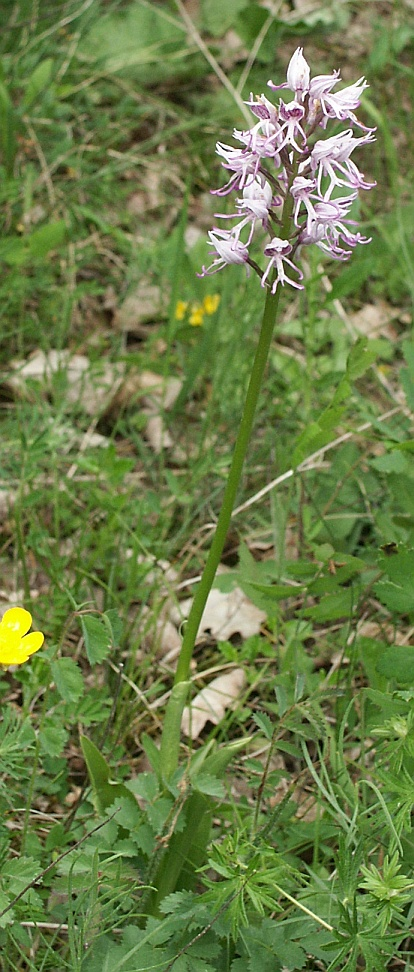
Orchis simia
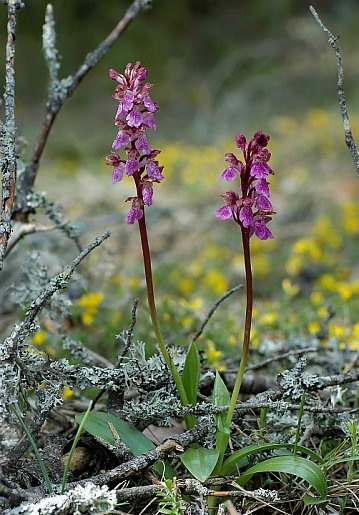
Orchis spitzelii

### Ibridi
Sono noti i seguenti ibridi:

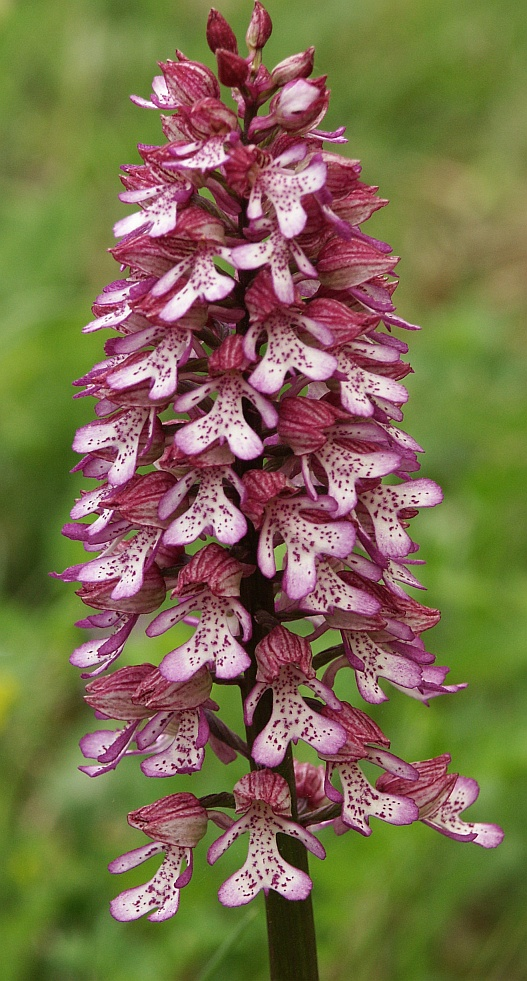
Orchis × hybrida

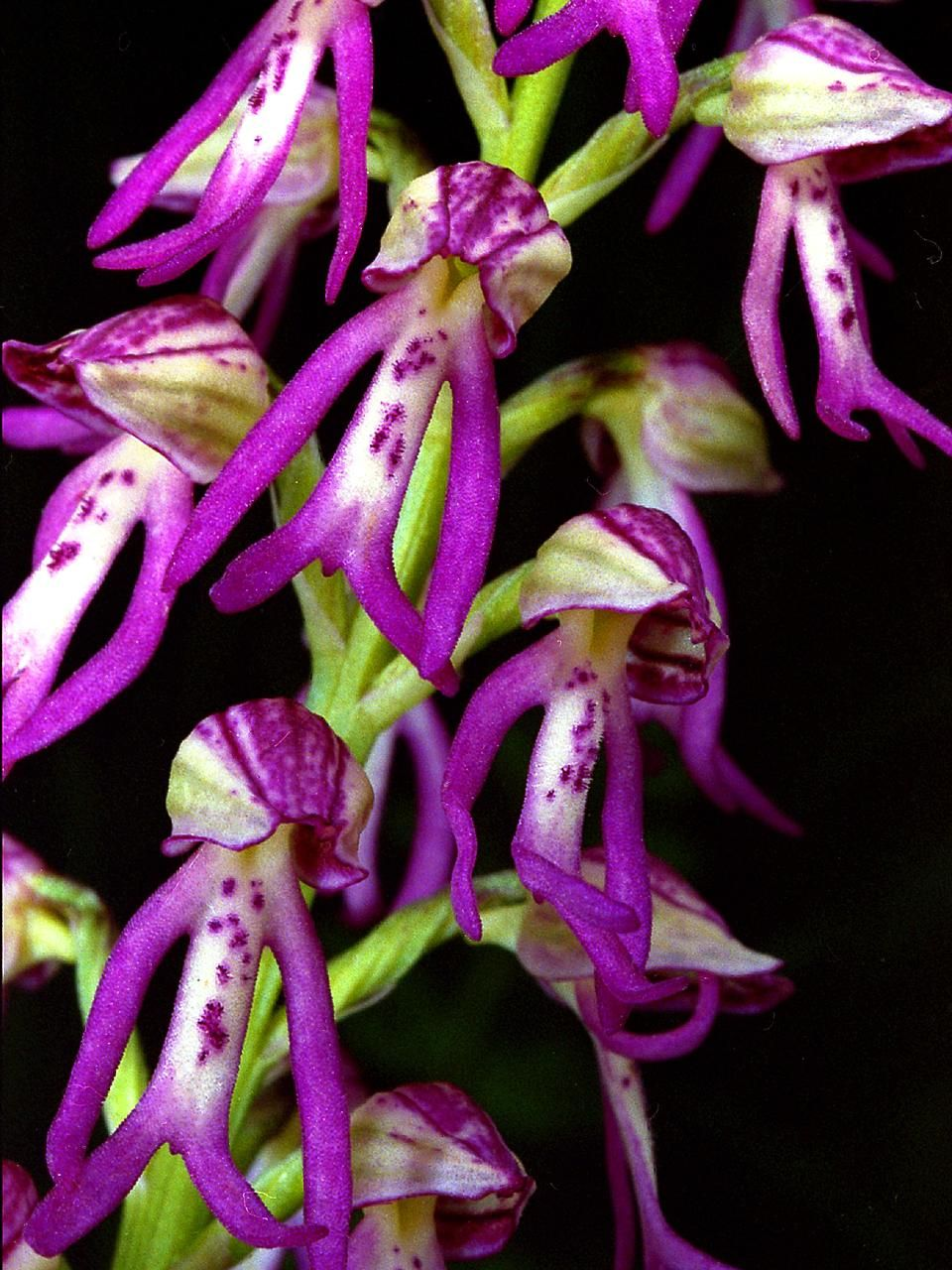
Orchis × spuria

- Orchis × algeriensis B.Baumann & H. Baumann, 2005 (O. patens × O. spitzelii)
- Orchis × angusticruris Franch., 1885 (O. purpurea × O. simia)
- Orchis × apollinaris W.Rossi, Ard., Cianchi & Bullini (O. italica × O. simia)
- Orchis × aurunca W.Rossi & Minut., 1985 (O. pauciflora × O. provincialis)
- Orchis × bergonii Nanteuil, 1887 (O. antropophora × O. simia)
- Orchis × beyrichii (Rchb.f.) A. Kern., 1865 (O. militaris × O. simia)
- Orchis × bispurium (G.Keller) H. Kretzschmar, Eccarius & H. Dietr., 2007 (O. anthropophora × O. militaris × O. purpurea)
- Orchis × bivonae Tod., 1840 (O. antropophora × O. italica)
- Orchis × buelii Wildh., 1970 (O. provincialis × O. quadripunctata)
- Orchis × caesii De Angelis & Fumanti (O. italica × O. purpurea)
- Orchis × calliantha Renz & Taubenheim, 1983 (O. punctulata × O. simia)
- Orchis × chabalensis B. Baumann & al., 2003 (O. militaris subsp. stevenii × O. punctulata)
- Orchis × colemanii Cortesi, 1907 (O. mascula × O. pauciflora)
- Orchis × fallax (De Not.) Willk. (O. patens × O. provincialis)
- Orchis × fitzii Hautz., 1980 (publ. 1983) (O. anatolica × O. mascula)
- Orchis × hybrida (Lindl.) Boenn. ex Rchb., 1830 (O. militaris × O. purpurea)
- Orchis × klopfensteiniae P. Delforge, 1985 (O. pallens × O. spitzelii)
- Orchis × kretzschmariorum B. Baumann & H. Baumann, 2006 (O. anatolica × O. provincialis)
- Orchis × ligustica Ruppert, 1933 (O. patens × O. provincialis)
- Orchis × loreziana Brügger, 1874 (O. mascula × O. pallens)
- Orchis × lucensis Antonetti & Bertolini, 2006 (O. pauciflora × O. simia)
- Orchis × macra Lindl., 1835 (O. antropophora × O. purpurea)
- Orchis × orphanidesii (E.G. Camus) B. Bock (O. mascula × O. antropophora)
- Orchis × palanchonii G. Foelsche & W. Foelsche, 2005 (O. olbiensis × O. pauciflora)
- Orchis × penzigiana A. Camus in E.G. Camus & A.A. Camus, 1928 (O. mascula × O. provincialis)
- Orchis × permixta Soó, 1932 (O. mascula subsp. speciosa × O. pallens × O. provincialis)
- Orchis × petterssonii G.Keller ex Pett.,1947 (O. mascula × O. spitzelii)
- Orchis × plessidiaca Renz, 1928 (O. pallens × O. provincialis)
- Orchis × pseudoanatolica H. Fleischm., 1914 (O. pauciflora × O. quadripunctata)
- Orchis × schebestae Griebl (O. quadripunctata × O. mascula)
- Orchis × serraniana P. Delforge, 1989 (O. mascula subsp. laxifloriformis × O. olbiensis)
- Orchis × sezikiana B. Baumann & H. Baumann, 1991 (O. anatolica × O. quadripunctata)
- Orchis × spuria Rchb.f., 1849 (O. antropophora × O. militaris)
- Orchis × thriftiensis Renz, 1932 (O. anatolica × O. pauciflora)
- Orchis × tochniana Kreutz & Scraton, 2002 (O. italica × O. punctulata)
- Orchis × willingiorum B. Baumann & H. Baumann (O. provincialis × O. spitzelii)
- Orchis × wulffiana Soó (O. punctulata × O. purpurea)

### Sinonimi e binomi obsoleti
Alcune specie che in passato erano attribuite al genere Orchis sono attualmente assegnate ad altri generi della sottotribù Orchidinae :
- Orchis collina = Anacamptis collina (Banks & Sol. ex Russel) R.M. Bateman, Pridgeon & M.W. Chase, 1997
- Orchis commutata = Neotinea commutata (Tod.) R.M. Bateman, 2003
- Orchis lactea = Neotinea lactea (Poir.) R.M.Bateman, Pridgeon & M.W. Chase, 1997
- Orchis laxiflora = Anacamptis laxiflora (Lam.) R.M. Bateman, Pridgeon & M.W. Chase, 1997
- Orchis longicornu = Anacamptis longicornu (Poir.) R.M. Bateman, Pridgeon & M.W. Chase, 1997
- Orchis maculata = Dactylorhiza maculata (L.) Soó, 1962
- Orchis morio = Anacamptis morio (L.) R.M. Bateman, Pridgeon & M.W. Chase, 1997
- Orchis papilionacea = Anacamptis papilionacea (L.) R.M. Bateman, Pridgeon & M.W. Chase, 1997
- Orchis sambucina = Dactylorhiza sambucina (L.) Soó, 1962
- Orchis tridentata = Neotinea tridentata (Scop.) R.M. Bateman, Pridgeon & M.W. Chase, 1997
- Orchis abortiva L. (1753) = Limodorum abortivum (L.) Swartz (1799)
- Orchis albida (L.) Scop. = Pseudorchis albida (L.) A. et D. Löve (1969)
- Orchis alpestris Pugsley (1935) = Dactylorhiza alpestris (Pugsley) Aver.
- Orchis angustifolia Loisel. ex Reichenb., non M. Bieb. = Dactylorhiza traunsteineri (Sauter) Soó (1962)
- Orchis angustifolia M. Bieb., nom. illegit. subsp. pycnantha Neuman è un sinonimo di Dactylorhiza traunsteineri (Sauter) Soó subsp. traunsteineri
- Orchis bavarica A. Fuchs = Dactylorhiza traunsteineri (Sauter) Soó (1962)
- Orchis beckerana Hoppner = Dactylorhiza traunsteineri (Sauter) Soó (1962)
- Orchis bifolia L. (1753) = Platanthera bifolia (L.) L.C.M. Richard (1817)
- Orchis brevicornis Viv. = Orchis patens Desf. (1799)
- Orchis broteroana Rivas Goday et Bellot = Traunsteinera globosa (L.) Reichenb. (1842)
- Orchis carnea = Satyrium carneum (Dryand.) Sims, 1812.
- Orchis champagneuxii Barn. (1843) = Anacamptis morio subsp. champagneuxii (Barnéoud) H. Kretzschmar, Eccarius & H. Dietr.
- Orchis commutata Tod. (1842) = Neotinea commutata (Tod.) R.M. Bateman, 2003
- Orchis coriophora L. (1753) = Anacamptis coriophora (L.) R.M. Bateman, Pridgeon & M.W. Chase
- Orchis chlorantha Custer (1827) = Platanthera chlorantha (Custer) Reichenb. in Moessler (1828)
- Orchis collina Banks & Sol. ex A. Russell (1798) = Anacamptis collina (Banks & Sol. ex A. Russel) R.M. Bateman, Pridgeon & M.W. Chase, 1997
- Orchis comosa F.W. Schmidt = Dactylorhiza fistulosa (Moench) H. Baumann et Künkele (1983)
- Orchis conopsea L. (1753) = Gymnadenia conopsea (L.) R. Br. ex Aiton fil. (1813)
- Orchis convallariifolia = Platanthera convallariifolia (Fisch. ex Lindl.) Lindl.,1835
- Orchis cordata Willd. = Gennaria diphylla (Link) Parl. (1858, publ. 1860)
- Orchis cornubiensis Pugsley = Dactylorhiza maculata (L.) Soó (1962)
- Orchis cruenta O. F. Mueller (1782) = Dactylorhiza incarnata (L.) Soó subsp. cruenta (O. F. Mueller) P. D. Sell (1967)
- Orchis diphylla (Link) Samp. = Gennaria diphylla (Link) Parl. (1858, publ. 1860)
- Orchis eifliaca A. Fuchs = Dactylorhiza traunsteineri (Sauter) Soó (1962)
- Orchis elata = Dactylorhiza elata
- Orchis elatior Afzelius = Dactylorhiza traunsteineri (Sauter) Soó (1962)
- Orchis elegans Heuffel = Orchis laxiflora Lam. (1779)
- Orchis elodes Griseb. (1846) = Dactylorhiza maculata (L.) Soó subsp. elodes (Griseb) Soó
- Orchis ericetorum (E. F. Linton) E. S. Marshall = Dactylorhiza maculata (L.) Soó subsp. maculata
- Orchis fistulosa Moench (1794) = Dactylorhiza fistulosa (Moench) H. Baumann et Künkele (1983)
- Orchis fragrans Pollini = Anacamptis coriophora L. subsp. fragrans (Pollini) Sudre (1907)
- Orchis francis-drucei Wilmott = Dactylorhiza traunsteineri (Sauter) Soó (1962)
- Orchis fuchsii Druce (1914) = Dactylorhiza maculata fuchsii (Druce) Soó (1962)
- Orchis fuchsii Druce subsp. rhoumensis H.-Harrison = Dactylorhiza maculata (L.) Soó subsp. maculata
- Orchis fuciflora F. W. Schmidt = Ophrys holosericea (Burm. fil.) W. Greuter (1967)
- Orchis gennachensis A. Fuchs = Dactylorhiza traunsteineri (Sauter) Soó (1962)
- Orchis gervasiana Tod. = Dactylorhiza maculata saccifera (Brongn.) Soó (1962)
- Orchis globosa L. (1759) = Traunsteinera globosa (L.) Reichenb. (1842)
- Orchis gracilis Hoppner = Dactylorhiza traunsteineri (Sauter) Soó (1962)
- Orchis hebridensis Wilmott = Dactylorhiza fuchsii (Druce) Soó subsp. fuchsii
- Orchis hircina (L.) Crantz = Himantoglossum hircinum (L.) Sprengel (1826)
- Orchis hoeppneri A. Fuchs = Dactylorhiza traunsteineri (Sauter) Soó (1962)
- Orchis holoserica Burm. fil. (1770) = Ophrys holosericea (Burm. fil.) W. Greuter (1967)
- Orchis impudica Auct., non Crantz = Orchis alpestris Pugsley (1935)
- Orchis impudica Crantz = Dactylorhiza incarnata (L.) Soó (1962)
- Orchis incarnata L. (1755) = Dactylorhiza incarnata (L.) Soó (1962)
- Orchis insularis Sommier (1895) = Dactylorhiza insularis (Sommier) Landw. (1969)
- Orchis intacta Link = Neotinea maculata (Desf.) Stearn (1974)
- Orchis intermedia Lloyd = Orchis palustris Jacq. (1786)
- Orchis koningweniana A. Fuchs = Dactylorhiza traunsteineri (Sauter) Soó (1962)
- Orchis lactea Poir. in Lam. (1798) = Neotinea lactea (Poir.) R.M. Bateman, Pridgeon & M.W. Chase, 1997
- Orchis lanceolata A. Dietr. = Dactylorhiza incarnata (L.) Soó (1962)
- Orchis lapponica Laest. ex Reichenb. fil. (1831) = Dactylorhiza traunsteineri (Sauter) Soó subsp. lapponica (Laest. ex Reichenb. fil.) Soó (1978)
- Orchis latifolia L. (1753) = Dactylorhiza latifolia (L.) H. Baumann et Künkele (1969)
- Orchis latifolia L. subsp. impudica sensu Soó = Orchis alpestris Pugsley (1935)
- Orchis latifolia L. subsp. latifolia var. dunensis Reichenb. fil. = Dactylorhiza traunsteineri (Sauter) Soó subsp. traunsteineri
- Orchis latifolia L. subsp. latifolia var. eborensis Godfery = Dactylorhiza traunsteineri (Sauter) Soó subsp. traunsteineri
- Orchis latifolia L. subsp. latifolia var. latifolia = Dactylorhiza fistulosa (Moench) H. Baumann et Künkele subsp. fistulosa
- Orchis laxiflora Lam. (1779) = Anacamptis laxiflora
- Orchis leucophaea = Platanthera leucophaea (Nutt.) Lindl., 1835
- Orchis longibracteata Biv., (non F. W. Schmidt.) = Himantoglossum robertianum (Loisel.) P. Delforge (1999)
- Orchis longicornu Poir. (1789) = Anacamtis longicornu (Poir.) R.M. Bateman, Pridgeon & M.W. Chase, 1997
- Orchis longicruris Link = Orchis italica Poiret in Lam. (1799)
- Orchis macrostachys Tineo = Dactylorhiza saccifera (Brongn.) Soó (1962)
- Orchis maculata L. (1753) = Dactylorhiza maculata (L.) Soó (1962)
- Orchis maculata L. subsp. macrostachys (Tineo) Hayek = Dactylorhiza saccifera (Brongn.) Soó (1962)
- Orchis maderensis = Dactylorhiza foliosa (Rchb.f.) Soó, 1962
- Orchis majalis Reichenb. = Dactylorhiza fistulosa (Moench) H. Baumann et Künkele (1983)
- Orchis markusii Tin. (1846) = Dactylorhiza romana markusii (Tineo) Holub (1981)
- Orchis mediterranea Klinge nom. illegit. subsp. mediterranea = Dactylorhiza romana (Sebastiani) Soó (1962)
- Orchis mediterranea Klinge nom. illegit. subsp. pseudosambucina (Ten.) Klinge = Dactylorhiza romana (Sebastiani) Soó (1962)
- Orchis mediterranea Klinge nom. illegit. subsp. siciliensis Klinge = Dactylorhiza markusii (Tineo) H. Baumann et Künkele (1981)
- Orchis montana Auct., vix F.W. Schmidt = Platanthera chlorantha (Custer) Reichenb. in Moessler (1828)
- Orchis morio L. (1753) = Anacamptis morio (L.) R.M. Bateman, Pridgeon & M.W. Chase, 1997
- Orchis nervulosa Sakalo = Orchis coriophora L. (1753)
- Orchis odoratissima L. (1759) = Gymnadenia odoratissima (L.) L. C. M. Richard (1817)
- Orchis okellii Druce = Dactylorhiza maculata fuchsii (Druce) Soó
- Orchis olbiensis Reuter ex Gren. (1859) = Orchis mascula subsp. olbiensis (Reuter ex Gren.) Ascherson et Graebner (1907)
- Orchis olbiensis Reuter ex Grenier subsp. ichnusae (Corrias) Buttler = Orchis mascula (L.) L. subsp. ichnusae Corrias (1982)
- Orchis palustris Jacq. (1786) = Anacamptis palustris (Jacq.) R.M. Bateman, Pridgeon & M.W. Chase, 1997
- Orchis papilionacea L. (1759]) = Anacamptis papilionacea (L.) R.M. Bateman, Pridgeon & M.W. Chase, 1997
- Orchis pardalina = Dactylorhiza praetermissa
- Orchis picta Loisel. (1827) = Orchis morio L. subsp. picta (Loisel.) Arcangeli (1894)
- Orchis praetermissa Druce (1913) = Dactylorhiza praetermissa (Druce) Soó (1962)
- Orchis pseudolaxiflora Czerniakovska = Orchis laxiflora Lam. (1779)
- Orchis pseudosambucina Ten. = Dactylorhiza romana (Sebastiani) Soó (1962)
- Orchis purpurella = Dactylorhiza purpurella (T.Stephenson & T.A. Stephenson) Soó (1962)
- Orchis pyramidalis L. (1753) = Anacamptis pyramidalis (L.) L. C. M. Richard (1817)
- Orchis rhenana Hoppner = Dactylorhiza traunsteineri (Sauter) Soó (1962)
- Orchis rigida Hoppner = Dactylorhiza traunsteineri (Sauter) Soó (1962)
- Orchis robertiana Loisel. (1807) = Himantoglossum robertianum (Loisel.) P. Delforge (1999)
- Orchis romana Sebastiani (1813) = Dactylorhiza romana (Sebastiani) Soó (1962)
- Orchis ruthei M. Schulze = Dactylorhiza traunsteineri (Sauter) Soó subsp. traunsteineri
- Orchis saccata Ten. = Orchis collina Banks et Solander ex A. Russell (1798)
- Orchis saccifera Brongn. in Bory et Chaub. (1832) = Dactylorhiza saccifera (Brongn.) Soó (1962)
- Orchis sambucina L. = Dactylorhiza latifolia (L.) H. Baumann et Künkele (1969)
- Orchis siciliensis Klinge = Dactylorhiza markusii (Tineo) H. Baumann et Künkele (1981)
- Orchis signifera Vest. = Orchis mascula (L.) L. subsp. signifera (Vest.) Soó (1927)
- Orchis speciosa Host = Orchis mascula (L.) L. subsp. signifera (Vest.) Soó (1927)
- Orchis spectabilis = Galearis spectabilis (L.) Raf. (1833)
- Orchis sphagnicola Hoppner = Dactylorhiza traunsteineri (Sauter) Soó (1962)
- Orchis steegeri Hoppner = Dactylorhiza traunsteineri (Sauter) Soó (1962)
- Orchis strictifolia Opiz = Dactylorhiza incarnata (L.) Soó (1962)
- Orchis suevica A. Fuchs = Dactylorhiza traunsteineri (Sauter) Soó (1962)
- Orchis sulphurea Link, nom. illegit. = Dactylorhiza markusii (Tineo) H. Baumann et Künkele (1981)
- Orchis tephrosanthos Vill. = Orchis simia Lam. (1779)
- Orchis traunsteineri Sauter = Dactylorhiza traunsteineri (Sauter) Soó (1962)
- Orchis traunsteinerioides (Pugsley) Pugsley = Dactylorhiza traunsteineri (Sauter) Soó subsp. traunsteineri
- Orchis tridentata Scop. (1772) = Neotinea tridentata
- Orchis ustulata L. (1753) = Neotinea ustulata
- Orchis variegata All. = Orchis tridentata Scop. (1772)
- Orchis vomeracea Burm. fil. (1770) = Serapias vomeracea (Burm. fil.) Briq. (1910)
- Orchis wirtgenii Hoppner = Dactylorhiza traunsteineri (Sauter) Soó (1962)

## Coltivazione
Le specie del genere Orchis richiedono terriccio fibroso e ben drenato composto di terra ben concimata, pietrisco e sabbia, mentre alcune di esse necessitano di una grande umidità. La posizione per le specie spontanee che crescono in Italia è anche di pieno sole, mentre la posizione dovrà essere ombreggiata per quelle che provengono dai climi più freddi, per cui andranno posizionate al riparo tra le radure degli alberi.
La moltiplicazione avviene per divisione delle piante durante il loro periodo di riposo; tuttavia la pianta risente di questa manovra per cui la ripresa sarà molto difficile. I coltivatori più esperti consigliano infatti la coltivazione in vaso per poi porre tutto il ceppo interrato a dimora in piena terra. Se invece si procederà ad una divisione prima che la pianta abbia il suo ciclo vegetativo si avrà una difficile fioritura, in special modo durante il primo anno.
Caratteristica peculiare è la simbiosi che stabiliscono i semi di queste ultime con funghi simbiontici dei generi Rhizoctomia e Armillaria. I semi infatti sono privi di sostanze di riserva, essendo di dimensioni ridottissime, pertanto con tali funghi formano delle endomicorrize, che suppliscono alle necessità nutritive del seme e che sono indispensabili per la germinazione. Una volta che la pianta ha germinato il rapporto simbiontico cessa.

## Curiosità
Il nome Orchis deriva dal greco ὄρχις che significa testicolo. Fu Plinio il Vecchio ad attribuirle questo nome, dopo aver notato che molte specie avevano per radici due tuberi somiglianti appunto ai testicoli. Questo, paradossalmente ha creato dei problemi alla diffusione della pianta perché, specialmente nel medioevo ci fu una caccia alla essiccazione dei tuberi secondo la teoria dei segni di Paracelso per cui alcune specie erano divinamente segnate per indicare all'uomo le proprietà medicinali. Quindi venivano ricercate per le potenti capacità afrodisiache.